# Сёла (Чусовской городской округ)
Сёла — село в Чусовском городском округе Пермского края России. 

## География
Находится на реке Чусовой и её левом притоке реке Селянке.

## Население
| 2010 | 2021 |
| ---- | ---- |
| 724  | ↗799 |

## История
Поселение известно с 1647 года как «деревня на Селах».
Селом стало в 1895 году, когда здесь была построена Пророко-Ильинская деревянная церковь.
В 1929 году образован ТОЗ «Труд» (позднее — колхоз), укрупнённый 20 апреля 1959 года.
8 января 1969 года на базе колхозов «Труд» и «40 лет Октября» создан совхоз «Труд».
С 2004 до 2019 гг. село являлось административным центром Сёльского сельского поселения Чусовского муниципального района.